# 2020年4月逝世人物列表
2020年逝世人物列表：1月 - 2月 - 3月 - 4月 - 5月 - 6月 - 7月 - 8月 - 9月 - 10月 - 11月 - 12月
2020年4月逝世人物列表，是用于汇总2020年4月期间逝世人物的列表。

## 依日期排序

### 30日
- 苏莱曼·阿达穆（英语：Suleiman Adamu），57岁，奈及利亞政治人物，死於2019冠狀病毒病。[1]
- 屈增国，59岁，中国政治人物，中国劳动关系学院党委书记（2014年－2018年）。[2]
- BJ·霍格（英语：BJ Hogg），65歲，英國男演員。曾演出《冰與火之歌：權力遊戲》。[3]
- 里希·卡浦爾（英語：Rishi Kapoor），67岁，印度宝莱坞演员、电影制作人和导演，死於白血病。[4]
- 让-马克·芒杜谢（英语：Jean-Marc Manducher），72歲，法國商人，死於2019冠狀病毒病。[5]
- 西尔维·樊尚（英语：Sylvie Vincent），79歲，加拿大人類學家，死於2019冠狀病毒病。[6]
- 马鸣岗，84岁，中国医疗卫生工作者，原北京医科大学教授。[7]
- 奥斯卡·查韦斯（英语：Óscar Chávez），85歲，墨西哥歌手、原創歌曲寫手、演員，死於2019冠狀病毒病。[8]
- 苏夏，95岁，中国作曲家，中央音乐学院教授。[9]
- 於梨華，90岁，台灣旅美小說家，死於2019冠狀病毒病。[10]

### 29日
- 左冠明（義大利語：Stefano Zacchetti），52岁，意大利佛教研究学者，牛津大学贝利奥尔学院研究员。[11]
- 伊凡·卡漢（英語：Irrfan Khan），53歲，印度電影演員，曾參與《貧民百萬富翁》等作品，罹患神經內分泌腫瘤，因结肠炎逝世。[12]
- 谭明，60岁，中国编审，江苏理工学院杂志社社长。[13]
- 約翰·拉菲亞（英语：John Lafia），63歲，美國編劇，《靈異入侵》的創作者之一，自殺。[14]
- 杰尔玛诺·切兰特（英语：Germano Celant），80歲，義大利藝術史學專家、評論家，死於2019冠狀病毒病。[15]
- 玛伊·舍瓦尔（瑞典語：Maj Sjöwall），84岁，瑞典作家、翻译家。[16]
- 趙天儀，84歲，台灣詩人，作家。曾任台大哲學系教授，靜宜大學中文系教授及文學院院長。[17]
- 迪克·卢卡斯（英语：Dick Lucas (American football)），86歲，美國美式足球運動員，死於2019冠狀病毒病。[18]
- 罗宗强，90岁，中国古代文学学者，开创了中国文学思想史的研究方法与学科方向。[19]
- 冀朝铸，90岁，中华人民共和国外交家，联合国原副秘书长（1991年－1996年）。[20]
- 謝春梅，99歲，臺灣執業醫師，死於肺炎併發症。[21]

### 28日
- H·夏赫尔（英语：Syahrul），59歲，印度尼西亞政治人物，丹戎檳榔市長（2018年－2020年），死於2019冠狀病毒病。[22]
- 麥高義（英語：Gerard McCoy），64歲，紐西蘭籍香港資深大律師，曾任律政署刑事檢控官，2005年獲香港特區政府頒發銀紫荊星章。心臟病。[23]
- 王文芳，82岁，中国山水画家，北京画院专业画家。[24]
- 牛津的梅勳爵（英语：Robert May, Baron May of Oxford），84歲，澳洲科學家，英國皇家學會會長（2000年－2005年）。[25]
- 戴维·博（英语：David Boe），84歲，美國風琴師、教育家，死於2019冠狀病毒病。[26]
- 史春珊，85岁，中国环境设计教育家，哈尔滨工业大学建筑学院教授。[27]
- 包玉堂，86岁，中国作家，广西壮族自治区作家协会原副主席。[28]
- 金维德，89岁，中国金融学家，南京审计大学金融学院副教授、南京市伊斯兰教协会原会长。[29]
- 西拉斯·西尔维厄斯·恩吉鲁（英语：Silas Silvius Njiru），91歲，肯尼亚天主教人物，前天主教梅魯教區主教（1976年－2004年），死於2019冠狀病毒病。[30]
- 钟珠瑞，102岁，中国老红军，原广州军区后勤部军械部副部长。[31]

### 27日
- 特洛伊·斯尼德（英语：Troy Sneed），52歲，美國福音歌手，死於2019冠狀病毒病。[32]
- 吴学龙，55岁，中国政治人物，广东省深圳市环境卫生管理处处长。[33]
- 张新宇，60岁，中国流体力学学者，中国空气动力学会副理事长。[34]
- 马克·麦克纳马拉（英語：Mark McNamara），60岁，美国篮球运动员。[35]
- 林恩·哈瑞尔（英語：Lynn Harrell），76岁，美国古典音乐大提琴家。[36]
- 杨广林，80岁，中国农业系统工程学家，东北农业大学工程学院教授。[37]
- 阿斯德鲁巴尔·本特斯（英语：Asdrubal Bentes），80歲，巴西政治人物、律師，眾議院議員（1987年－1991年、1997年－1999年、2001年－2014年），死於2019冠狀病毒病。[38]
- 差瓦立·孙布龙素（英语：Chavalit Soemprungsuk），80歲，泰國畫家，死於2019冠狀病毒病。[39]
- 向大威，82岁，中国声学和信号专家，中国科学院声学研究所东海研究站研究员。[40]
- 肖沫香，83岁，中国法学家，华中科技大学法学院教授。[41]
- 黄振翘，84岁，中国中医师，上海中医药大学附属岳阳中西医结合医院教授。[42]
- 弗朗切斯科·佩罗内（英语：Francesco Perrone），89歲，義大利長跑運動員，死於2019冠狀病毒病。[43]
- 仲嘉，90岁，中国骨科专家，上海市第六人民医院终身教授。[44]
- 德拉古京·泽莱诺维奇（英语：Dragutin Zelenović），91歲，塞爾維亞政治家，前南斯拉夫總理（1991年）。[45]
- 高首善，103岁，中国老红军，原对外贸易部中国包装进出口总公司副总经理。[46]
- 来显合，105岁，中国老红军，原华东装甲兵军械科科长。[47]

### 26日
- 骆建忠，52岁，中国农业科学工作者，中国农科院农业基因组研究所党委书记。[48]
- 巴德尔丁·沙伊赫（英语：Badruddin Shaikh），67歲，印度政治人物，死於2019冠狀病毒病。[49]
- 约翰·罗兰兹（英语：John Rowlands (footballer)），73歲，英國足球運動員，死於2019冠狀病毒病。[50]
- 亨利·韦伯（英语：Henri Weber），75歲，法國政治人物，前參議院議員（1995年－2004年）、歐洲議會議員（2004年－2014年），死於2019冠狀病毒病。[51]
- 夏昌谦，77岁，中国书法家，重庆市书法家协会原副主席。[52]
- 羅恩·馬琳內（英語：Ron Marlenee），84岁，美国政治人物，前众议院议员（1977年－1993年）。[53]
- 郝立春，85歲，中國運動員、教練，前遼寧中國式摔跤隊教練。[54]
- 埃米利奥·S·阿留韦（英语：Emilio S. Allué），85歲，西班牙裔美國羅馬天主教主教、天主教波士頓總教區輔理主教（1996年－2010年），死於2019冠狀病毒病。[55]
- 宋哲存，87岁，中国军事人物，原第二军医大学政治委员。[56]
- 托马斯·巴尔卡萨尔（英语：Tomás Balcázar），88岁，墨西哥足球运动员。[57]
- 肖明，91岁，中国马克思主义教育工作者，中国人民大学哲学院教授。[58]
- 约翰·厄内斯特·兰德尔（英语：John Ernest Randall），95岁，美国鱼类学家。[59]

### 25日
- 贡纳尔·赛博尔德（英语：Gunnar Seijbold），65歲，瑞典攝影師，死於2019冠狀病毒病。[60]
- 马德琳·克里普克（英语：Madeline Kripke），76歲，美國藏書家，死於2019冠狀病毒病。[61]
- 黄煦涛，83岁，美籍华裔計算機工程学家，中国科学院外籍院士、台灣中央研究院第27屆院士。[62]
- 佩尔·奥洛夫·恩奎斯特（瑞典語：Per Olov Enquist），85岁，瑞典记者、剧作家。[63]
- 罗伯特·曼德尔（英语：Robert Mandell (conductor)），90歲，美國導演，死於2019冠狀病毒病。[64]
- 丁莹如，91岁，中国化学家，南京大学教授。[65]
- 亚伦·阿贝尔（英语：Alan Abel (musician)），91歲，美國音樂人，死於2019冠狀病毒病。[66]
- 里卡多·布雷南德（英语：Ricardo Brennand），92歲，巴西商人、工程師，死於2019冠狀病毒病。[67]
- 亨利·基什卡（英语：Henri Kichka），94歲，比利時籍納粹集中營倖存者，死於2019冠狀病毒病。[68]
- 张本禄，95岁，中国航空业人物，原南昌航空工业学院院长。[69]
- 金正濂（韓語：김정렴），96岁，韩国政治人物、外交官，前驻日本大使（1979年－1980年）。[70]

### 24日
- 艾瑪·戴維斯（英語：Emma Davis），37歲，英國護理師，南安普敦兒童醫院直腸手術部門護理師，與同月21日逝世的凱蒂·戴維斯為同卵雙胞胎姐妹，均死於2019冠狀病毒病[71][72][73]。
- 迈克·赫卡比（英語：Mike Huckaby），54歲，美國DJ，死於中風及2019冠狀病毒病的并發症。[74]
- 岡本行夫（日語：岡本 行夫），74歲，日本外交評論家，曾在首相橋本龍太郎與小泉純一郎任內擔任內閣輔佐官，死於2019冠狀病毒病。[75][76]
- 伯顿·罗斯（英语：Burton Rose），77歲，美國腎科醫生，死於2019冠狀病毒病。[77]
- 郭志强，79岁，中国中医师，北京中医药大学东直门医院主任医师、教授。[78]
- 顧汝德（英語：Leo Goodstadt），82歲，英國經濟學者，香港政府的中央政策組首任首席顧問（1989年－1997年）。[79]
- 王占林，85岁，中国航天流体传动与控制专家，原北京航空学院教授。[80]
- 徐炽，85岁，中国书法家，鲁迅美术学院特聘教授。[81]
- 朴喜宰（朝鲜语：박희재），87岁，韩国海軍陸戰隊中将，前第2海军参谋次长（1982年－1984年）。[82]
- 杨延昕，91岁，中国石油工程专家，中国石油大学 (北京)教授。[83]
- 洪永坚，92岁，中国新闻工作者，《汕头日报》原总编辑。[84]
- 易卜拉欣·阿米尼（波斯語：ابراهیم امینی），94歲，伊朗政治人物，專家會議成員（1983年－2007年、2016年－2020年）。[85]

### 23日
- 教子弗雷德（英语：Fred the Godson），35歲，美國DJ、說唱歌手，死於2019冠狀病毒病。[86]
- 岡江久美子（日語：岡江 久美子），63歲，日本女演員，死於2019冠狀病毒病。[87]
- 亨克·奥弗霍尔（英语：Henk Overgoor），75歲，荷蘭足球運動員，死於2019冠狀病毒病。[88]
- 小島一慶（日語：小島 一慶），75歲，日本新聞主播，死於肺癌。[89][90][91]
- 和田周（日語：和田 周），81歲，日本演員、劇作家，死於2019冠狀病毒病。[92]
- 诺贝特·布吕姆（德語：Norbert Blüm），84岁，德国政治人物，劳动与社会事务部长（1982年－1998年）。[93]
- 彼得·吉尔（英语：Peter Gill (golfer)），89歲，美國職業高爾夫球手，死於2019冠狀病毒病。[94]
- 布魯斯·奧佩斯（英語：Bruce Allpress），89岁，新西兰电视及电影演员。[95]
- 陈良廷，91岁，中国文学翻译家、作家。[96]
- 马进才，94岁，中国教育工作者，原沈阳建筑工程学院党委书记。[97]
- 久米明（日語：久米 明），96歲，日本演員、配音員、旁白，死於心臟衰竭。[98]

### 22日
- 沈中華，60歲，台灣經濟學者，實踐大學財務金融學系教授，胃癌。[99][100]
- 赵仑，66岁，中国财政学家，首都经济贸易大学财政税务学院原院长，北京丰台区政协原副主席。[101]
- 谢天振，76岁，中国比较文学家、翻译理论家，《中国比较文学》期刊主编。[102]
- 雪莉·奈特（英語：Shirley Knight），83岁，美国女演员。[103]
- 朱利安·佩里·罗宾逊（英语：Julian Perry Robinson），78歲，英國化學家，死於2019冠狀病毒病。[104]
- 胡国柱，82岁，中国世界语者，湖北省世界语协会原会长。[105]
- 布奇·巴恩斯（英语：Bootsie Barnes），82歲，美國爵士薩克斯風手，死於2019冠狀病毒病。[106]
- 吉普赛王子（英语：El Príncipe Gitano），88歲，西班牙弗拉明戈歌手、演員，死於2019冠狀病毒病。[107]
- 曼苏尔·哈立德（阿拉伯語：منصور خالد），89岁，苏丹政治人物，前外交部长（1971年－1975年）。[108]
- 朱秀英，92岁，中国人，南京大屠杀幸存者。[109]
- 莫异祥，100岁，中国老红军，沈阳军区后勤部军医学校原校长。[110]

### 21日
- 凱蒂·戴維斯（英語：Katy Davis），37歲，英國護理師，南安普敦兒童醫院兒童護理師，死於2019冠狀病毒病[111]。
- 程兵，57岁，中国散文家、诗人，安徽省黄山市作协副主席。[112]
- 贾贵荣，58岁，中国古籍整理和出版工作者，国家图书馆出版社原总编辑。[113]
- 雅克·佩朗（英语：Jacques Pellen），63歲，法國爵士吉他手，死於2019冠狀病毒病。[114]
- 何塞·马里亚·卡列哈（英语：José María Calleja），64歲，西班牙記者，死於2019冠狀病毒病。[115]
- 劉炳偉，67歲，中華民國政治人物，曾任台北縣板橋市民代表會主席、第四屆立法委員、台灣省議會議員、議長、副議長。[116]
- 菲利普·福利亚（英语：Philip Foglia），69歲，美國律師、公民活動家，死於2019冠狀病毒病。[117]
- 阿卜杜拉欣·凯卜（阿拉伯語：عبد الرحيم الكيب），70歲，利比亞政治人物，前代總理（2011年－2012年），死於心臟病。[118]
- 内罗·伯勒绍尤（羅馬尼亞語：Nelu Bălășoiu），71歲，羅馬尼亞民謠歌手，死於2019冠狀病毒病。[119]
- 邱碧治，72歲，台灣電視節目主持人，曾主持《五燈獎》。（訃聞公開日期）[120]
- 米格尔·安赫尔·特罗伊蒂尼奥（英语：Miguel Ángel Troitiño），73歲，西班牙地理學家，死於2019冠狀病毒病。[121]
- 弗羅利恩·施奈德（英语：Florian Schneider），73歲，德國電子音樂家與多樂器演奏家，發電廠樂團的前成員。癌症病逝。[122]
- 科斯·范登贝尔赫（英语：Koos van den Berg），77歲，荷蘭政治人物，前國會二院議員（1986年－2002年），死於2019冠狀病毒病。[123]
- 横内正明（日语：横内正明），78岁，日本政治人物，前山梨縣知事（2007年－2015年）。[124]
- 戴夫·巴库兹（英语：Dave Bacuzzi），79歲，英國足球運動員，死於2019冠狀病毒病。[125]
- 莱塞尼亚·恩加拉塞（英語：Laisenia Qarase），79歲，斐濟政治人物，前總理（2000年－2001年、2001年－2006年）。[126]
- 立石義雄（日語：立石 義雄），80歲，日本企業家，曾任歐姆龍社長，死於2019冠狀病毒病。[127]
- 方克立，81岁，中国哲学家，中国社会科学院学部委员。[128]
- 杰克·泰勒（英语：Jack Taylor (Colorado politician)），84歲，美國政治人物，科罗拉多州众议员（1992年－2000年）、参议员（2000年－2008年），死於2019冠狀病毒病。[129]
- 德米特里·瓦尔沙洛维奇（俄語：Дмитрий Варшалович），85岁，俄罗斯理论物理学家，俄罗斯科学院院士。[130]
- 乔尔·罗戈辛（英语：Joel Rogosin），87歲，美國電視製作人，死於2019冠狀病毒病。[131]
- 唐纳德·肯尼迪（英語：Donald Kennedy），88歲，美國科學家、公共管理者，前校长（1980年－1992年），死於2019冠狀病毒病。[132]
- 岡崎照幸（英语：Teruyuki Okazaki），88歲，日本空手家，死於2019冠狀病毒病。[133]

### 20日
- 曼吉特·辛格·里亚特（英语：Manjeet Singh Riyat），52歲，英國急診醫生，死於2019冠狀病毒病。[134]
- 法利依斯米，66歲，馬來西亞國營廣播電視台資深新聞播報員，因肺癌過世。[135]
- 志賀廣太郎（日语：志賀廣太郎），71歲，日本演員，死於吸入性肺炎。[136]
- 克里斯蒂娜·维巴茨卡（波蘭語：Krystyna Łybacka），74岁，波兰政治人物，前国民教育与体育部长（2001年－2004年），欧洲议会议员（2014年－2019年）。[137]
- 希赫森·阿尔瓦雷斯（英语：Heherson Alvarez），80歲，菲律賓政治人物，前国会參議員（1987年－1998年）、眾議員（1998年－2001年）、土地改革部長（1986年－1987年），死於2019冠狀病毒病。[138]
- 何塞普·萨拉-马涅（英语：Josep Sala Mañé），82歲，西班牙疊人塔者，死於2019冠狀病毒病。[139]
- 林东海，83岁，中国古典文学学者，人民文学出版社原总编助理兼古编室主任。[140]
- 刘云沼，93岁，中国政治人物，吉林省政协原主席。[141]
- 王翘楚，93岁，中国中医师，上海中医药大学终身教授。[142]

### 19日
- 诺奇·迪尔（英语：Noach Dear），70歲，美國政治人物、法官，死於2019冠狀病毒病。[143]
- 亚历山大·武斯汀（英语：Alexander Vustin），76歲，俄羅斯作曲家，死於2019冠狀病毒病。[144]
- 史蒂夫·达尔科夫斯基（英語：Steve Dalkowski），80岁，美国棒球运动员，死於2019冠狀病毒病。[145]
- 菲利普·拿翁（英语：Philippe Nahon），81歲，法國演員，死於2019冠狀病毒病。[146]
- 胡之璟，83岁，中国中医师，浙江省桐庐县政协原副主席。[147]
- 克劳德·拉福蒂纳（英语：Claude Lafortune），83歲，加拿大電視臺主持人，死於2019冠狀病毒病。[148]
- 亚历山大·卡普托（俄語：Александр Капто），87岁，苏联政治宣传工作者、外交官，前苏联驻古巴大使（1986年－1988年）、驻朝鲜大使（1990年－1991年）。[149]
- 蘇燕輝，92歲，臺灣企業家，和泰汽車集團總裁。[150]
- 塞西尔·伯德克尔（丹麥語：Cecil Bødker），93岁，丹麦儿童文学作家，1976年国际安徒生奖得主。[151]
- 塞尔希奥·奥诺弗雷·哈尔帕（西班牙語：Sergio Onofre Jarpa），99歲，智利政治人物，前內政部長（1983年－1985年）、參議員（1973年、1990年－1994年），死於2019冠狀病毒病。[152]

### 18日
- 塞古·库鲁马（英语：Sékou Kourouma），64岁，畿內亞政治人物，總統府秘書長，死於2019冠狀病毒病。[153]
- 武保健，65岁，中国作曲家，民进襄阳市委主委，襄阳市政协副主席。[154]
- 埃里克·贝尔弗拉格（英语：Erik Belfrage），74歲，瑞典外交官，死於2019冠狀病毒病。[155]
- 乌拉诺·纳瓦里尼（英语：Urano Navarrini），74歲，義大利足球運動員，死於2019冠狀病毒病。[156]
- 杜斌国，75岁，中国作家，中共海南省委政法委原副书记。[157]
- 吕西安·施皮罗（法語：Lucien Szpiro），78岁，法国数学家，纽约市立大学特聘教授。[158]
- 第五世刚坚仁波切，78岁，意大利籍藏传佛教活佛，死于2019冠状病毒病。[159]
- 鲍勃·拉齐尔（英语：Bob Lazier），81歲，美國賽車手，死於2019冠狀病毒病。[160]
- 雅克·罗尼（英语：Jacques Rosny），81歲，法國演員，死於2019冠狀病毒病。[161]
- ，84岁，美国政治人物，前财政部部长（2001年－2002年），死於肺癌。[162]
- 奥雷利奥·坎帕（西班牙語：Aurelio Campa），86岁，西班牙足球运动员。[163]
- 古尔山·尤因（英语：Gulshan Ewing），90歲，印度記者，死於2019冠狀病毒病。[164]
- 韦英，91岁，原名闻立雕，中国政治宣传工作者，中共中央宣传部原宣传局副局级调研员，闻一多次子。[165]

### 17日
- 卢克曼·尼奥德，56歲，印度尼西亞男子游泳運動員，死於2019冠狀病毒病。[166]
- 马修·塞利格曼（英语：Matthew Seligman），64歲，英國電貝斯手，死於2019冠狀病毒病。[167]
- 阿巴·基亚里（英语：Abba Kyari (politician)），67歲，奈及利亞政治人物，總統辦公廳主任（2015年－2020年），死於2019冠狀病毒病。[168]
- 赫苏斯·巴克罗（英语：Jesús Vaquero），70歲，西班牙神經外科醫師，死於2019冠狀病毒病。[169]
- 諾曼·亨特（英語：Norman Hunter），76歲，英國足球運動員，死於2019冠狀病毒病。[170]
- 朱塞佩·洛根（英语：Giuseppi Logan），84歲，美國爵士樂音樂家，死於2019冠狀病毒病。[171]
- 吉恩·谢伊（英语：Gene Shay），85歲，美國唱片騎師，死於2019冠狀病毒病。[172]
- 本尼·G·阿德金斯（英语：Bennie G. Adkins），86歲，美國軍官、情報官員，死於2019冠狀病毒病。[173]
- 艾里斯·洛夫（英语：Iris Love），86歲，美國藝術史學家、考古學家，死於2019冠狀病毒病。[174]
- 阿琳·桑德斯（英语：Arlene Saunders），89歲，美國歌劇女高音歌唱家，死於2019冠狀病毒病。[175]
- ，89岁，意大利男演员。[176]
- 朱承谟，90岁，中国核医学家，上海交通大学医学院附属瑞金医院教授。[177]
- 范正明，91岁，中国剧作家、湘剧理论家，湖南省戏剧家协会原主席。[178]
- 刘焱，93岁，中国近代史学者，南开大学教授。[179]
- 鄭水枝，94岁，中華民國政治人物，曾任監察院代理院長、勞委會主委、立法委員。[180]

### 16日
- 达妮埃勒·奥夫曼-里斯帕尔（法語：Danièle Hoffman-Rispal），68岁，法国政治人物，国民议会议员（2002年－2014年）。[181]
- 路易斯·塞普尔维达（西班牙語：Luis Sepúlveda），70歲，智利作家，死於2019冠狀病毒病。[182]
- 圣地亚哥·兰苏埃拉（西班牙語：Santiago Lanzuela），71歲，西班牙政治人物，死於2019冠狀病毒病。[183]
- 单桂秋林，72岁，华裔英国慈善家，英国中华传统文化研究院院长。[184]
- 弗朗切斯科·迪卡洛（英语：Francesco Di Carlo），79歲，義大利罪犯、西西里島黑手黨成員，死於2019冠狀病毒病。[185]
- 米伦娜·杰利内克（英语：Milena Jelinek），79歲，捷克裔美國電影劇作家，死於2019冠狀病毒病。[186]
- 简·迪伊·赫尔（英語：Jane Dee Hull），84岁，美国政治人物，前亚利桑那州州长（1997年－2003年）。[187]
- 甘惠忠（英語：Brendan O'Connell），84歲，美國瑪利諾外方傳教會神父，長期在臺灣臺南投入智能不足兒童早療教育。[188]
- 金孝镇，87岁，中国政治人物，中共黑龙江省纪委原副书记。[189]
- 傅兴礼，88岁，中国政治人物，黑龙江省鹤岗市政协原主席。[190]
- 陈方，88岁，中国俄语教育家，武汉大学外国语言文学学院副教授。[191]
- 亨利·米勒（英语：Henry Miller (lawyer)），90歲，美國律師、法官，死於2019冠狀病毒病。[192]
- 张静贤，91岁，中国哲学家，中国人民大学哲学院副教授。[193]
- 方生，93岁，中国文献编译工作者，中国美国史研究会顾问。[194]
- 吉恩·戴奇（英語：Gene Deitch），95歲，出生於美國的捷克插畫家、動畫師、漫畫家和電影導演。[195]
- 長倉三郎（日語：長倉 三郎），99岁，日本化学家，前日本学士院院長（2001年－2007年）。[196]
- 黃X劼，年歲不明，中華民國陸軍中尉，自裁。[197]

### 15日
- 阿丹·阿尔辛（英语：Adam Alsing），51歲，瑞典電視、電臺主持人，死於2019冠狀病毒病。[198]
- 黄志忠，56岁，中国政治人物，广东省惠州市政协副主席。[199]
- 艾伦·达维奥（英语：Allen Daviau），77歲，美國攝影指導，死於2019冠狀病毒病。[200]
- 布萊恩·丹內利（英語：Brian Dennehy），81岁，美国演员、制片人、导演、编剧。[201]
- 热拉尔·穆隆巴·卡朗巴（英语：Gérard Mulumba Kalemba），82歲，剛果民主共和國天主教傳教士，死於2019冠狀病毒病。[202]
- 李麓芸，83岁，中国医学遗传学家，中南大学教授。[203]
- 約翰·T·霍頓爵士（英語：Sir John T. Houghton），88歲，英國威爾斯大氣物理學家，死於2019冠狀病毒病。[204]
- 李·柯尼兹（英语：Lee Konitz），92歲，美國爵士音樂家，死於2019冠狀病毒病。[205]
- 张冲霄，93岁，中国电影表演艺术家，长春电影制片厂演员。[206]
- 鲁本·丰塞卡（葡萄牙語：Rubem Fonseca），94歲，巴西作家。[207]
- 周臣孚，98岁，中国邮政专家。[208]

### 14日
- 周红，60岁，中国琵琶演奏家，武汉音乐学院教授。[209]
- 海达尔·巴什（英语：Haydar Baş），73歲，土耳其政治人物，死於2019冠狀病毒病。[210]
- 玛丽亚·德·索萨（英语：Maria de Sousa），80歲，葡萄牙免疫學家，死於2019冠狀病毒病。[211]
- 伊戈尔·彼得罗夫（俄語：Игорь Петров），86岁，苏联海军少将，列宁军事政治学院海军系主任（1988年－1991年）。[212]
- 黃仁，94岁，本名黃定成，台灣新聞工作者、影評人，《台灣電影百年史話》作者，金馬獎特別貢獻獎得主。[213]
- 西里尔·劳伦斯（英语：Cyril Lawrence），99歲，英國足球運動員，死於2019冠狀病毒病。[214]
- 巴一作（日語：巴 一作），110岁244天，日本医生，超级人瑞。[215]

### 13日
- 扎法尔·萨尔夫拉兹（英语：Zafar Sarfraz），50歲，巴基斯坦板球運動員，死於2019冠狀病毒病。[216]
- 王如东，57岁，中国企业人物，瑞冬集团股份有限公司董事局主席。[217]
- 贝尔纳·斯塔尔特（法语：Bernard Stalter），63歲，法國企業家、政治人物，死於2019冠狀病毒病。[218]
- 廖學興，66歲，台灣政治人物，正常國家文化基金會董事長、兆豐銀行獨立董事、前民主進步黨仲裁委員。[219]
- 胡安·科蒂诺（西班牙語：Juan Cotino），71岁，西班牙政治人物，前巴伦西亚自治区议会议长（2011年－2014年），死於2019冠狀病毒病。[220]
- 亚伯拉罕·平特（英语：Avrohom Pinter），71歲，英國猶太教拉比，死於2019冠狀病毒病。[221]
- 川崎燎（日语：川崎燎），73岁，日本爵士乐吉他手。[222]
- 巴尔迪里·阿拉维德拉（西班牙語：Baldiri Alavedra），75歲，西班牙足球運動員，死於2019冠狀病毒病。[223]
- 景翔，78歲，本名華景彊，台灣影評人、翻譯家、作家。[224]
- 菲利普·莱克里万（英语：Philippe Lécrivain），78歲，法國耶穌會教士，死於2019冠狀病毒病。[225]
- 里克·梅（英语：Rick May），79歲，美國配音員，死於2019冠狀病毒病。[226]
- 仲跻昆，82岁，中国阿拉伯语专家，北京大学外国语学院教授。[227]
- 劉光雄，83歲，台灣醫生。[228]
- 黃創保，83歲，泰國商人，香港寶路華足球隊創辦人，死於血癌。[229]
- 李永泰，84岁，中国政治人物，鸡西市中级人民法院原院长。[230]
- 兰德利诺·拉维利亚（西班牙語：Landelino Lavilla），85岁，西班牙律师、政治人物，前众议院议长（1979年－1982年）、司法大臣（1976年－1979年）。[231]
- 袁久荣，87岁，中国中药学家，山东中医药大学教授。[232]
- 赵丛，89岁，中国军事人物，原国防大学副政委兼纪委书记。[233]
- 萨拉·马尔多罗尔（英语：Sarah Maldoror），90歲，法國紀錄片導演，死於2019冠狀病毒病。[234]
- 安·沙利文（英语：Ann Sullivan (animator)），91歲，美國動畫師，死於2019冠狀病毒病。[235]
- 廖士义，92岁，中国林业经济学家，北京林业大学教授。[236]
- 郭宗荃，93岁，中国军医、心血管病专家。[237]

### 12日
- 基斯亨·博拉辛（英语：Kishen Bholasing），35歲，蘇利南歌手，死於2019冠狀病毒病。[238]
- 藤原啓治（日語：藤原 啓治），55岁，日本聲優，代表作《蠟筆小新》（野原廣志），因癌症逝世。[239]
- 张玉林，70岁，中国诗人，原《北大荒文学》主编。[240]
- 尹錫五（朝鲜语：윤석오），72岁，韩国电视剧演员。[241]
- 萨米埃尔·旺贝（英语：Samuel Wembé），73歲，喀麥隆商人、政治人物，死於2019冠狀病毒病。[242]
- 瓦西里·西多罗夫（俄語：Василий Сидоров），75岁，俄罗斯外交官，外交部副部长（1995年－1998年）。[243]
- 彼得·伯內蒂（英語：Peter Bonetti），78歲，前英格蘭足球運動員，正職守門員，曾效力車路士俱樂部，也是英格蘭國家足球隊隊員。[244]
- 埃利亚胡·巴克希-多伦（英语：Eliyahu Bakshi-Doron），78歲，以色列猶太教拉比，死於2019冠狀病毒病。[245]
- 蒂姆·布鲁克-泰勒（英语：Tim Brooke-Taylor），79歲，英國喜劇演員，死於2019冠狀病毒病。[246]
- 张启楣，79岁，中国法官，浙江省高级人民法院原院长。[247]
- 丹尼·高德曼（英语：Danny Goldman），80歲，美國演員、配音員，中風逝世。[248]
- 弗朗西斯科·阿里特门迪（英语：Francisco Aritmendi），81歲，西班牙長跑運動員，死於2019冠狀病毒病。[249]
- 乔尔·M·里德（英语：Joel M. Reed），86歲，美國電影導演，死於2019冠狀病毒病。[250]
- 法鲁克·阿布·伊萨（阿拉伯語：فاروق أبو عيسى），86岁，苏丹政治人物，前外交部长（1969年－1971年）。[251]
- 莫里斯·巴里耶（英语：Maurice Barrier），87歲，法國演員，死於2019冠狀病毒病。[252]
- 维克托·巴蒂斯塔·法拉（英语：Victor Batista Falla），87歲，古巴的出版社編輯，死於2019冠狀病毒病。[253]
- 周德高，88歲，柬裔美國人，曾參與作品《我與中共和柬共》。[254]
- 姚秀英，89岁，中国人，南京大屠杀幸存者。[255]
- 苏立泉，90岁，中国政治人物，浙江省长兴县政协原主席。[256]
- 斯特林·莫斯爵士（英語：Sir Stirling Moss），90歲，英格蘭F1車手。[257]
- 鄭元植（韓語：정원식），91歲，韩国政治人物，前總理（1991年－1992年）。[258]
- 陈清林，91岁，中国武术家，陈家沟陈氏太极拳第十代传人。[259]
- 张茂宏，91岁，中国血液病学专家，山东大学齐鲁医院终身教授。[260]
- 郁铭芳，92岁，中国化纤专家，中国工程院院士。[261]
- 安德烈·马纳朗什（英语：André Manaranche），93歲，法國神學家，死於2019冠狀病毒病。[262]
- 卡洛斯·塞科·塞拉诺（西班牙語：Carlos Seco Serrano），96岁，西班牙历史学家，马德里康普顿斯大学名誉教授，死於2019冠狀病毒病。[263]
- 沙里，96岁，中国政治人物，全国政协原副秘书长。[264]
- 王成美，100岁，中国人民解放军将领，原福州军区空军副司令员。[265]

### 11日
- 陳昇瑋，44歲，台灣資料科學與人工智慧專家，擔任玉山金控科技長等職，死於腦出血。[266]
- 斯坦利·切拉（英語：Stanley Chera），77歲，美國房地產企業家、Crown Acquisitions的創始人，死於2019冠狀病毒病。[267]
- 埃德姆·科乔（英语：Edem Kodjo），81歲，多哥政治家，多哥總理（1994年－1996年、2005年－2006年）、非洲統一組織秘書長（1978年－1983年）。[268]
- 刘德海，82岁，中国琵琶演奏家、作曲家、音樂教育家。[269]
- 約翰·何頓·康威（英語：John Horton Conway），82岁，英国数学家，普林斯顿大学教授，死於2019冠狀病毒病。[270]
- 埃莱娜·夏特兰（英语：Hélène Chatelain），83歲，比利時出生的法國女演員、紀錄片導演、作家，死於2019冠狀病毒病。[271]
- 西丁，86岁，原名陈懋林，中国书画家，中国美术家协会陕西分会原副主席兼秘书长。[272]
- 潘金生，86岁，中国日本古典文学学者，北京大学外国语学院教授。[273]
- 刘庆才，91岁，中国政治人物，吉林省人大常委会办公厅原副主任。[274]
- 賈斯特斯·達辛登（德語：Justus Dahinden），94岁，瑞士建筑师。[275]

### 10日
- 希拉里·德怀尔（英语：Hilary Dwyer），74歲，英國演員，死於2019冠狀病毒病。[276]
- 马塞尔·雷诺（法語：Marcel Rainaud），80岁，法国政治人物，参议院议员（2006年－2014年）。[277]
- 大林宣彦（日語：大林 宣彦），82岁，日本电影导演。[278]
- 伊丽丝·M·萨瓦拉（英语：Iris M. Zavala），83歲，波多黎各作家、獨立運動家，死於2019冠狀病毒病。[279]
- 恩里克·穆希卡（西班牙語：Enrique Múgica），88歲，西班牙律師、政治人物，司法大臣（1988年－1991年）、眾議員（1977年－2000年）、申訴專員（2000年－2010年），死於2019冠狀病毒病。[280]
- 布魯斯·貝利（英语：Bruce Baillie），88歲，美國實驗片導演，作品《卡斯楚街》（Castro Street）被美國國家電影保護局選入指定保存影片，死因不明。[281]
- 李再光，91岁，中国激光学专家，华中科技大学教授。[282]
- 里法特·沙迪尔吉（英语：Rifat Chadirji），93歲，伊拉克建築學家，死於2019冠狀病毒病。[283]
- 陳重光，95歲，台灣人，畫家陳澄波之子，陳澄波基金會創會董事長。[284]
- 安东尼奥·卡罗·马丁内斯（西班牙語：Antonio Carro Martínez），96岁，西班牙政治人物，众议院第二副议长（1982年－1989年）。[285]
- 王柱国，103岁，中国政治人物，经济日报社原顾问。[286]

### 9日
- 马克·恩格斯（英语：Marc Engels），54歲，比利時電影聲音工程師，法國凱薩獎最佳音效獎得主，死於2019冠狀病毒病。[287]
- 雷吉·巴加拉（英语：Reggie Bagala），54歲，美國政治人物，路易斯安那州眾議員（2020年），死於2019冠狀病毒病。[288]
- 岡田公伸（日語：岡田 公伸），60岁，日本电视制作人。[289]
- 德米特里·斯米尔诺夫（英语：Dmitri Smirnov (composer)），71歲，俄羅斯裔英國作曲家，死於2019冠狀病毒病。[290]
- 金德圭（朝鲜语：김덕규），79岁，韩国政治人物，前国会议员。[291]
- 刘宗仁，82岁，中国建筑工程专家，哈尔滨工业大学土木工程学院教授。[292]
- 曹怡，90岁，中国有机光化学专家，原中国科学院感光化学研究所所长。[293]
- 元炳旿（朝鲜语：원병오），91岁，韩国鸟类学家，慶熙大學名誉教授。[294]
- 弗朗切斯科·拉罗萨（義大利語：Francesco La Rosa），93歲，義大利足球運動員，死於2019冠狀病毒病。[295]
- 何金銘，96歲，澳門裔加拿大武術家，詠春拳宗師葉問嫡傳弟子，將詠春拳引入澳門、加拿大的主事人，死於2019冠狀病毒病。[296]

### 8日
- 叶伟龙，57岁，中国企业人物，中国远洋海运集团有限公司副总经理。[297]
- 石鹤峰，66岁，中国中医师，河南省中医药研究院原党委书记，中国民间中医医药研究开发协会岐黄中医药研究分会会长。[298]
- 瓦列里·穆拉夫斯基（羅馬尼亞語：Valeriu Muravschi），70歲，摩爾多瓦政治人物，前總理（1991年－1992年）、財政部長（1990年－1991年）、議員（1998年－2001年）。[299]
- 理查德·L·布罗德斯基（英语：Richard L. Brodsky），73歲，美國律師、政治人物，紐約州眾議員（1983年－2010年），死於2019冠狀病毒病。[300]
- 伯尼·尤什凯维奇（英语：Bernie Juskiewicz），77歲，美國政治人物，佛蒙特州眾議員（2013年－2019年），死於2019冠狀病毒病。[301]
- 陈美虹，78岁，中国篮球运动员、裁判员。[302]
- 米格尔·琼斯（英语：Miguel Jones），81歲，赤道幾內亞裔西班牙足球運動員，死於2019冠狀病毒病。[303]
- 亨利·马德兰（英语：Henri Madelin），83歲，法國耶穌會神學家、編輯，死2019冠狀病毒病。[304]
- 瑪黛琳·費雪（英语：Madeleine Fischer），84歲，瑞士演員、設計師。[305]
- 刘志琴，84岁，中国近代史学者，中国社会科学院近代史研究所研究员。[306]
- 王煜，88岁，泰籍华裔企业家，泰国泰印企业有限公司董事长。[307]
- 王祖新，88岁，中国精神药理学家，原北京医科大学教授。[308]
- 罗贝尔·布热德（法語：Robert Poujade），91岁，法国政治人物，自然和环境保护部长（1971年－1974年）、第戎市长（1971年－2001年）。[309]
- 柳和埙，93岁，中国小提琴演奏家，上海交响乐团首席小提琴家（1954年－1992年）。[310]
- 关懿娴，102岁，中国图书馆学家，北京大学信息管理系教授。[311]

### 7日
- 多纳托·萨比亚（英语：Donato Sabia），56歲，義大利田徑運動員，死於2019冠狀病毒病。[312]
- 谭功炎，72岁，中国企业家，福星集团控股有限公司董事长、全国人大代表。[313]
- 米什克·卡扎良（俄語：Мишик Казарян），72歲，亚美尼亚裔俄罗斯籍物理学家，死於2019冠狀病毒病。[314]
- 约翰·普莱恩（英語：John Prine），73歲，美國原創歌手，死於2019冠狀病毒病。[315]
- 米格尔·安赫尔·塔韦特（西班牙语：Miguel Ángel Tábet），78歲，委內瑞拉神學家、解經學家，死於2019冠狀病毒病。[316]
- 罗歇·沙波（英语：Roger Chappot），79歲，瑞士冰球運動員，死於2019冠狀病毒病。[317]
- 艾伦·加菲尔德（英语：Allen Garfield），80歲，美國演員，死於2019冠狀病毒病。[318]
- 倉田寬之（日語：倉田 寛之），81岁，日本政治人物，前参议院议长（2002年－2004年）。[319]
- 罗贝尔·肖当松（英语：Robert Chaudenson），82歲，法國語言學家，死於2019冠狀病毒病。[320]
- 让-洛朗·科歇（英语：Jean-Laurent Cochet），85歲，法國演員，死於2019冠狀病毒病。[321]
- 扬·克任（捷克語：Jan Křen），89歲，捷克歷史學家，死於2019冠狀病毒病。[322]
- 雅各布·珀洛（英语：Yaakov Perlow），89歲，美國猶太教正統派拉比，死於2019冠狀病毒病。[323]
- 陈元本，89岁，中国生殖医学家，原广州市第二人民医院主任医师。[324]
- 赫布·斯坦伯爾（英语：Herb Stempel），93歲，美國電視遊戲節目競賽的參賽者，1950年代的測驗節目醜聞（英语：1950s quiz show scandals）的舉發人。[325]
- 尼佩尔·里德（英语：Nipper Read），95歲，英國警官，死於2019冠狀病毒病。[326]

### 6日
- 张静静，33岁，中国山东大学齐鲁医院护士，山东省第一批援鄂医疗队员。[327]
- 方志军，63岁，中国体操运动员、教练员，东北师范大学体育学院教授。[328]
- 哈尔·威尔纳（英语：Hal Willner），64歲，美國音樂製作人，死於2019冠狀病毒病。[329]
- 李亚宁，69岁，中国企业人物，露笑科技股份有限公司董事，开国上将李天佑之子。[330]
- 拉多米爾·安蒂奇，71歲，前塞尔维亚足球运动员，死於胰腺炎。[331]
- 里亚伊·塔塔里（西班牙语：Riay Tatary），72歲，敘利亞裔西班牙醫生、伊瑪目，西班牙伊斯蘭委員會（英语：Islamic Commission of Spain）主席（1992年－2020年），死於2019冠狀病毒病。[332]
- 阿方索·科尔蒂纳（西班牙语：Alfonso Cortina），76歲，西班牙商人，死於2019冠狀病毒病。[333]
- 马克·斯坦纳（英语：Mark Steiner），77歲，美國哲學家，死於2019冠狀病毒病。[334]
- 何塞普·马里亚·贝内特-霍尔内特（英语：Josep Maria Benet i Jornet），79歲，西班牙劇作家、螢幕作家，死於2019冠狀病毒病。[335]
- 艾爾·卡萊恩（英語：Al Kaline），85歲，美國棒球運動員，前美國職棒大聯盟外野手，綽號「老虎先生」，曾拿下10次金手套獎，入選18次明星賽。(底特律老虎隊)[336]
- 邹异松，87岁，中国军用光电成像技术专家，北京理工大学教授。[337]
- 雅克·勒布朗（英语：Jacques Le Brun），88歲，法國歷史學家，死於2019冠狀病毒病。[338]
- 侯松玉，89岁，中国机械工程专家，哈尔滨工业大学教授。[339]
- 埃莱娜·艾隆（英语：Helène Aylon），89歲，美國生態女性主義藝術家，死於2019冠狀病毒病。[340]
- 斯蒂芬·苏利克（英语：Stephen Sulyk），95歲，美國天主教神職人員，烏克蘭希臘禮天主教費城總教區總主教（1980年－2000年），死於2019冠狀病毒病。[341]
- 吳中興，98歲，香港出版界人物，《老夫子》漫畫出版人、吳興記出版社創辦人，死於心臟衰竭[342][343][344]。
- 李力群，99歲，中國政治人物，曾任教育部学生管理司办公室主任，前中央人民政府副主席高崗遺孀。[345]
- 王学奇，100岁，中国古代戏曲研究学者，河北师范大学教授。[346]

### 5日
- 郭岺，58岁，中国体育教师，南开大学体育部副教授。[347]
- 高荣生，67岁，中国版画家、插图家，中央美术学院教授。[348]
- 马哈茂德·吉卜里勒（阿拉伯語：محمود جبريل），67歲，利比亞政治人物，全國過渡委員會執行局主席（2011年），死於2019冠狀病毒病。[349]
- 王子国，71岁，中国彝文古籍翻译家。[350]
- 约翰·劳斯爵士（英语：John Laws (judge)），74歲，英國法官，上訴法院法官（1999年－2016年）、高等法院法官（1992年－1998年），死於2019冠狀病毒病。[351]
- 米歇尔·帕里斯（英语：Michel Parisse），83歲，法國歷史學家，死於2019冠狀病毒病。[352]
- 素九鬼子（日語：素 九鬼子），83岁，日本小说家。[353]
- 李·菲耶罗（英语：Lee Fierro），91歲，美國演員，死於2019冠狀病毒病。[354]
- 孙凤刚，92岁，中国政治人物，黑龙江省人民政府原副秘书长。[355]
- 霍纳尔·布莱克曼（英語：Honor Blackman），94歲，英國女演員，自然死亡。[356]
- 郝盛琦，95岁，中国政治人物，原中共中央顾问委员会副秘书长。[357]
- 瑪格麗特·伯比奇（英語：Margaret Burbidge），100岁，美国天文学家。[358]
- 苏冰，104岁，中国政治人物，宁夏回族自治区民族事务委员会原主任。[359]

### 4日
- 譚啟耀，32歲，香港特別行政區行政長官辦公室新聞主任，跳樓自殺。[360]
- 杨振，55岁，中国初等教育学者，上海师范大学教育学院副教授。[361]
- 杰伊·贝内迪克特（英语：Jay Benedict），66歲，美國演員，死於2019冠狀病毒病。[362]
- 弗洛里多·科拉尔（葡萄牙語：Florindo Corral），70歲，巴西商人，死於2019冠狀病毒病。[363]
- 汤姆·登普西（英语：Tom Dempsey），73歲，美國美式足球運動員，死於2019冠狀病毒病。[364]
- 菲利普·博德松（英语：Philippe Bodson），75歲，比利時政治人物、商人，前參議院議員（1999年－2003年），死於2019冠狀病毒病。[365]
- 常绪武，75岁，中国政治人物，辽宁省沈阳市公安局原局长。[366]
- 吴若增，76岁，中国小说家、散文家，著有《在思想的云上行走》等。[367]
- 拉斐尔·莱昂纳多·卡列哈斯（西班牙語：Rafael Leonardo Callejas），76岁，洪都拉斯政治人物，前总统（1990年－1994年）。[368]
- 穆罕默德·西拉杰·伊斯兰（英语：Muhammad Sirajul Islam），77歲，孟加拉國政治人物，前國民議會議員（1973年－1982年），死於2019冠狀病毒病。[369]
- 安东·塞巴斯蒂安皮莱（英语：Anton Sebastianpillai），80歲，英國歷史學家、作家，死於2019冠狀病毒病。[370]
- 马塞尔·莫罗（英语：Marcel Moreau），86歲，比利時作家，死於2019冠狀病毒病。[371]
- 第七代巴斯侯爵（英語：The 7th Marquess of Bath），87歲，英國政治人物、貴族、藝術家，死於2019冠狀病毒病。[372]
- 沈照理，88岁，中国水文地质学家，中国地质大学 (北京)原副校长。[373]
- 格扎维埃·多尔（英语：Xavier Dor），91歲，法國胚胎學家，死於2019冠狀病毒病。[374]
- 福里斯特·康普顿（英语：Forrest Compton），94歲，美國演員，死於2019冠狀病毒病。[375]
- 毛雪亮，95岁，中国政治人物，原宁波港务局政治部主任。[376]
- 张际功，97岁，中国老红军，原武汉军区炮兵副政治委员。[377]
- 饶平如，97岁，中国抗日战争老兵，绘本《平如美棠》作者，死於多器官衰竭。[378]

### 3日
- 魏玉萍，56岁，中国政治人物，中共合肥市委宣传部副部长（2011年－2020年）。[379]
- 鲍勃·格兰泽尔（英语：Bob Glanzer），74歲，美國政治人物，南達科他州眾議院議員（2017年－2020年），死於2019冠狀病毒病。[380]
- 弗朗西斯科·埃尔南多·孔特雷拉斯（英语：Francisco Hernando Contreras），74歲，西班牙商人，死於2019冠狀病毒病。[381]
- 奥马尔·金塔纳（西班牙语：Omar Quintana），76歲，厄瓜多政治人物、體育界人士，前國民議會議員（2003年－2005年）、埃梅莱克体育俱乐部主席，死於2019冠狀病毒病。[382]
- 艾拉·艾因霍恩（英語：Ira Einhorn），79岁，美国环保倡议人士，杀人犯。[383]
- 罗德里戈·佩桑特斯·罗达斯（西班牙语：Rodrigo Pesántez Rodas），82歲，厄瓜多作家、詩人，死於2019冠狀病毒病。[384]
- 塞爾吉奧·羅西（義大利語：Sergio Rossi），84歲，義大利設計師，1968年曾創立義大利知名鞋類品牌，死於2019冠狀病毒病[385][386]。
- 蒂姆·罗宾逊（英语：Tim Robinson (cartographer)），85歲，英國地圖學家，死於2019冠狀病毒病。[387]
- 阿琳·斯特林格·奎瓦斯（英语：Arlene Stringer-Cuevas），86歲，美國政治人物，前紐約市議會議員（1976年－1977年），死於2019冠狀病毒病。[388]
- 康斯坦德·维尔容，86岁，南非政治人物，自由阵线创始人，前国民议会议员（1994年－2001年）。[389]
- 弗丽达·瓦滕贝格（英语：Frida Wattenberg），95歲，法國抵抗運動成員，死於2019冠狀病毒病。[390]

### 2日
- 洛根·威廉姆斯（英語：Logan Williams），16岁，加拿大演员。[391]
- 梅芙·肯尼迪·麦基恩（英语：Maeve Kennedy McKean），40岁，美国公共卫生官员、人权律师，溺斃（4月6日遗体被发现）。[392][393]
- 伯納迪塔·卡塔拉，62歲，菲律賓外交官，菲律賓駐黎巴嫩大使（2017年－2020年），死於2019冠狀病毒病。[394]
- 尼马尔·辛格·卡尔萨（英语：Nirmal Singh Khalsa），67歲，印度歌手，死於2019冠狀病毒病。[395]
- 戈约·贝尼托（西班牙語：Goyo Benito），73歲，西班牙足球運動員，死於2019冠狀病毒病。[396]
- 亚瑟·惠斯勒（英语：Arthur Whistler），75歲，美國民族植物學家、作家，死於2019冠狀病毒病。[397]
- 郝铭鉴，75岁，中国语言学家，《咬文嚼字》杂志创始人。[398]
- 胡安·希门尼斯（英语：Juan Giménez），76歲，阿根廷插畫家、漫畫家，死於2019冠狀病毒病。[399]
- 王天玺，77岁，中国政治人物，求是杂志社原总编辑，第九届、十届全国人大代表。[400]
- 埃迪·拉奇（英语：Eddie Large），78歲，英國蘇格蘭喜劇演員，死於2019冠狀病毒病。[401]
- 森田次夫（日語：森田 次夫），82岁，日本政治人物，前参议院议员。[402]
- 扎卡里亚·科梅蒂（英语：Zaccaria Cometti），83歲，義大利足球運動員，死於2019冠狀病毒病。[403]
- 塞爾焦·羅西（義大利語：Sergio Rossi），84歲，義大利鞋子設計師、鞋商，奢侈品牌塞喬羅西（英语：Sergio Rossi）的創立者，死於2019冠狀病毒病。[404]
- 帕特里夏·博斯沃思（英语：Patricia Bosworth），86歲，美國演員，死於2019冠狀病毒病。[405]
- 童林夙，86岁，中国物理电子学专家，东南大学教授。[406]
- 毛锜，87岁，中国作家，原陕西省杂文学会会长、陕西省作家协会主席团委员。[407]
- 阿诺尔德·索文斯基（英语：Arnold Sowinski），89歲，法國足球運動員，死於2019冠狀病毒病。[408]
- 阿龙·鲁巴什金（英语：Aaron Rubashkin），92歲，美國商人、鲁巴什金家族（英语：Rubashkin family）族长，死於2019冠狀病毒病。[409]
- 弗朗索瓦·戴高乐（法语：François de Gaulle），98歲，法國傳教士，死於2019冠狀病毒病。[410]

### 1日
- 亚当·施莱辛格（英語：Adam Schlesinger），52歲，美國音樂人，三届黃金時段艾美最佳歌曲與歌詞獎得主（2012年、2013年、2019年），死於2019冠狀病毒病。[411]
- 翁仁賢，54歲，臺灣死刑犯，於2016年2月7日除夕夜縱火燒死父母等6名親屬。槍決。[412]
- 克里斯蒂娜（英语：Cristina (singer)），61歲，美國歌手，死於2019冠狀病毒病。[413]
- 布拉尼斯拉夫·布拉日奇（英语：Branislav Blažić），63歲，塞爾維亞政治人物，前環保部部長（1998年－2000年），死於2019冠狀病毒病。[414]
- 贝尔纳·埃潘（英语：Bernard Epin），83歲，法國作家、文學批評家，死於2019冠狀病毒病。[415]
- 努尔·哈桑·侯赛因，83歲，索馬利亞政治人物、前總理（2007年－2009年），死於2019冠狀病毒病。[416]
- 小埃利斯·马萨利斯（英语：Ellis Marsalis Jr.），85歲，美國鋼琴家，死於2019冠狀病毒病。[417]
- 凯文·达菲（英语：Kevin Duffy），87歲，美國法學家，前美國紐約南區聯邦地區法院法官（1972年－2006年），死於2019冠狀病毒病。[418]
- 大卫·C·德里斯克尔（英语：David C. Driskell），88歲，美國視覺藝術家，死於2019冠狀病毒病。[419]
- 那炳晨，90岁，中国二人转音乐理论家、作曲家。[420]
- 都築忠七（日語：都築 忠七），93岁，日本社会思想史学家，一橋大学名誉教授。[421]
- 布基·皮扎雷利（英语：Bucky Pizzarelli），94歲，美國爵士樂吉他手，死於2019冠狀病毒病。[422]
- 詹姆斯·利尔蒙斯·高万斯（英語：James Learmonth Gowans），95岁，英国医学家，英国皇家学会院士。[423]